# Frères de la doctrine chrétienne de Strasbourg
Les frères de la doctrine chrétienne de Strasbourg, à ne pas confondre avec les frères de la doctrine chrétienne de Nancy, forment une congrégation catholique enseignante de droit diocésain.
Elle a été fondée sous la monarchie de Juillet, en 1845 par le chanoine Jacques-Joseph Eugène Mertian (1823-1890), selon la spiritualité ignatienne. Il ouvre d'abord un orphelinat de garçons, près de Sélestat, grâce au financement de son parent, le riche industriel Louis Mertian et envoie des frères enseigner dans les écoles primaires communales. Après la guerre franco-allemande de 1870, le gouvernement de l'Empire allemand interdit aux congrégations d'enseigner dans les écoles communales, mais laisse aux frères de la doctrine chrétienne de Strasbourg l'administration de quelques écoles. Elle gère plusieurs orphelinats et deux collèges à la fin du XIXe siècle.

## Activité en France
(août 2022).
Améliorez-le ou discutez des points à vérifier. 
Il existe aujourd'hui deux communautés enseignantes en France et quarante-huit frères.
Son siège se trouve à Andlau (Bas-Rhin).

## Activité à Madagascar
Les frères de la doctrine chrétienne sont également implantés à Madagascar, où ils gèrent des établissements d'enseignements privés et chapeaute l'activité de l'ONG Vozama qui scolarise depuis 1996 des enfants de 5 à 7 ans dans la région des Hautes-Terres, essentiellement dans des villages autour de Fianarantsoa et Ambositra.
À la suite des épisodes de sécheresse, dans le Sud de l'île, l'ONG apporte également une aide d'urgence dans la région.

## Dans l'art
Le dessinateur et lithographe Emile Charles Wattier (1800-1868) a gravé une estampe représentant représentant l'activité de la congrégation. Elle fait partie de la collection du musée Carnavalet.